# بیس-تریس متان
بیس-تریس متان (به انگلیسی: Bis-tris methane) با فرمول شیمیایی C۸H۱۹NO۵ یک ترکیب شیمیایی با شناسه پاب‌کم ۸۱۴۶۲ است. که جرم مولی آن ۲۰۹٫۲۴۱۸ g/mol می‌باشد. شکل ظاهری این ترکیب، پودر بلورین سفید است.